# Peervormig draadwatje
Het peervormig draadwatje (Trichia decipiens) is een slijmzwam uit de familie Trichiidae. Het leeft saprotroof op dood hout in naaldbos en gemengd bos.

## Kenmerken
Plasmodium
Het plasmodium is eerst wit en verkleurt daarna naar oranje en roodachtig. Het hypothallus is vergroot, glanzend kleurloos tot bruin en vliezig. 
Sporocarpen
De sporocarpen zijn onregelmatig openscheurend en hebben een omgekeerd eivormige vorm. De cilindrische steel is gerimpeld, donkerbruin aan de basis en lichter naar de bovenkant, en gevuld met sporenachtige blaasjes tot 1 millimeter lang. 
Elateren
De elateren zijn glad, vaak gedraaid en lopen uit op zeer lange punten. 
Sporen
De sporen zijn in bulk olijfgeel of olijfgroen. Met doorvallend licht olijfgeel of bleker. Ze hebben een zoom en zijn bedekt met een onderbroken netwerkje. De sporen hebben een diameter van 10 tot 13 µm.

## Verspreiding
Trichia decipiens komt wereldwijd voor. In Nederland komt het algemeen voor.

## Foto's

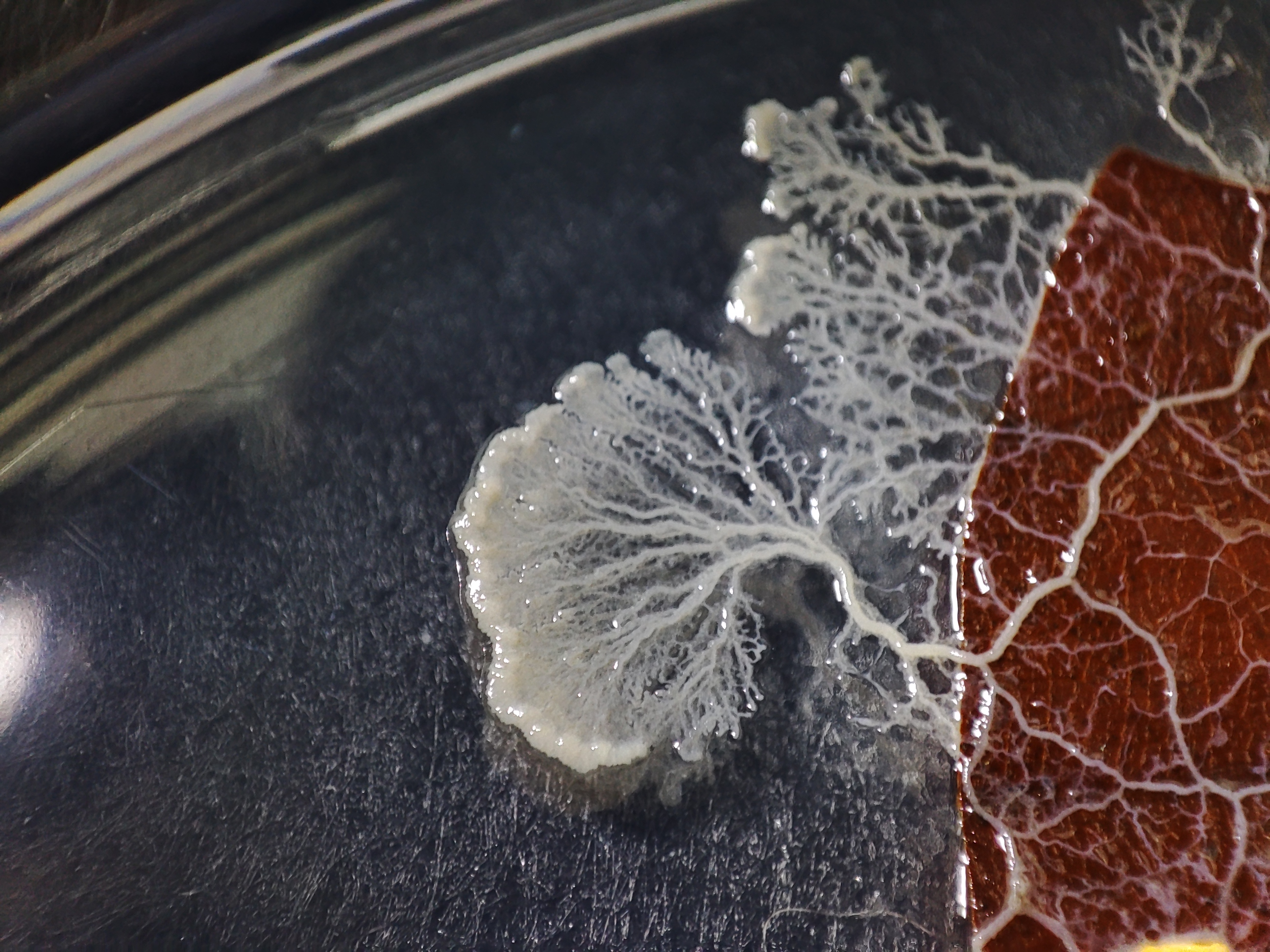
Plasmodium
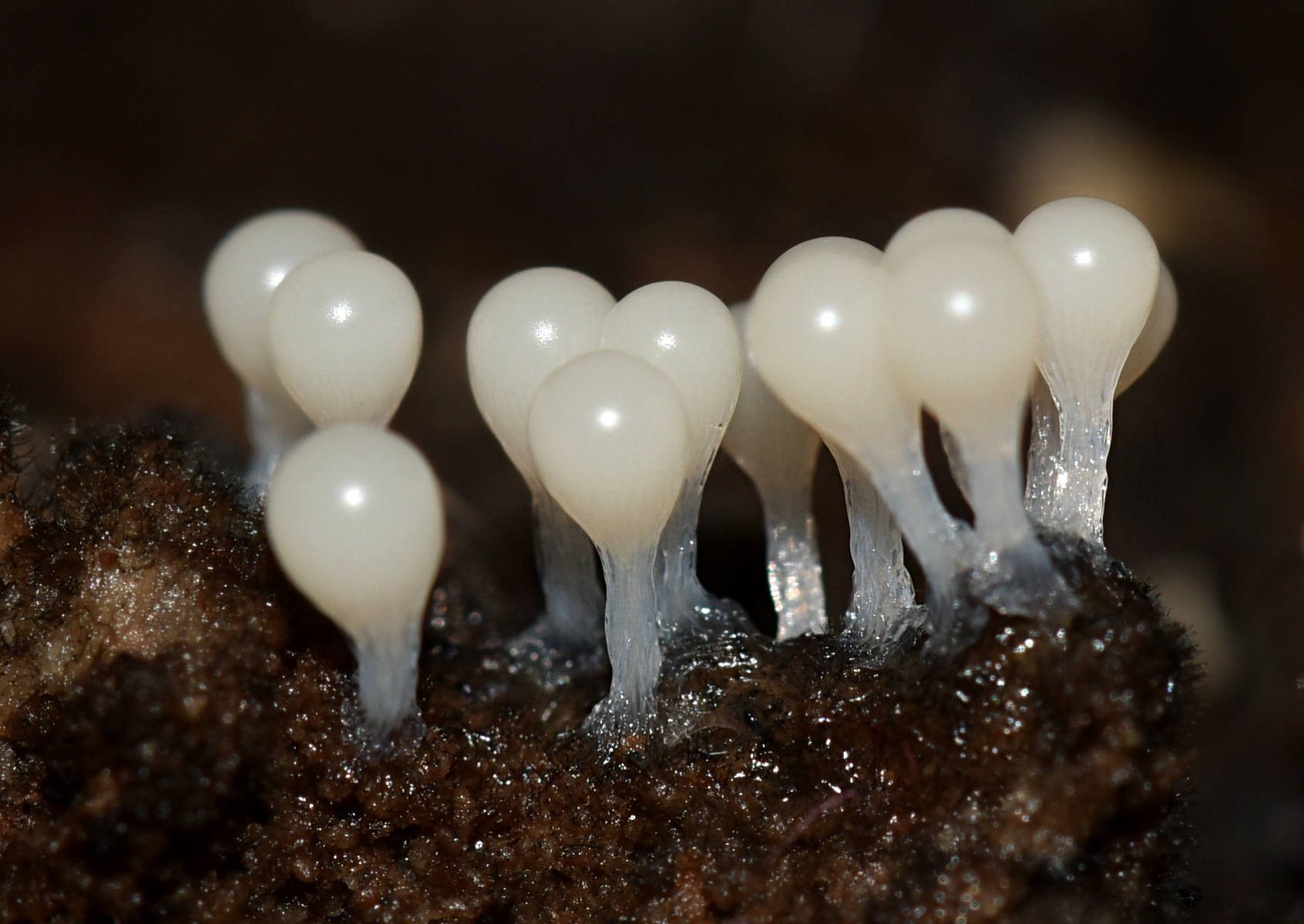
Witte sporangia
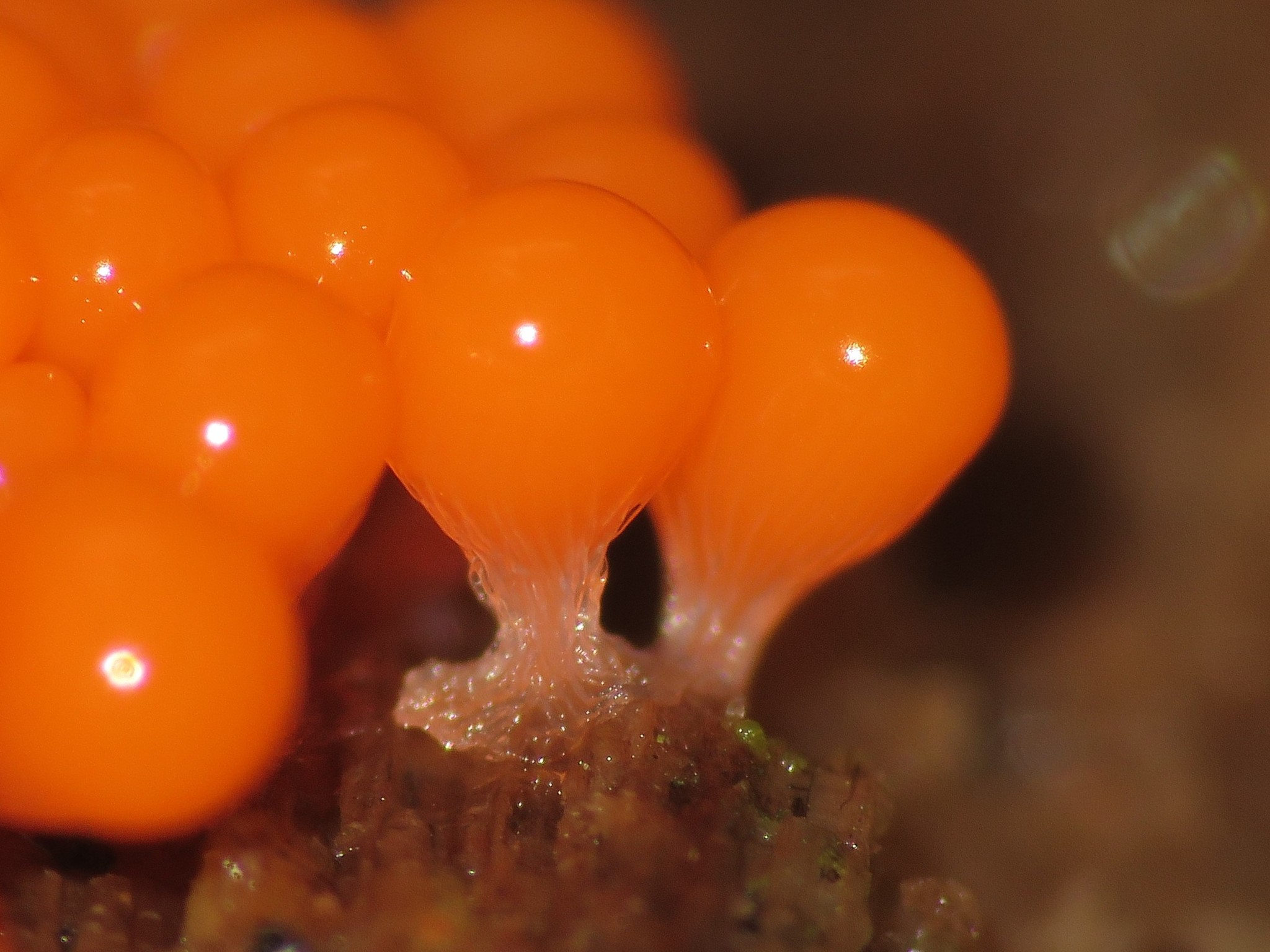
Oranje sporangia
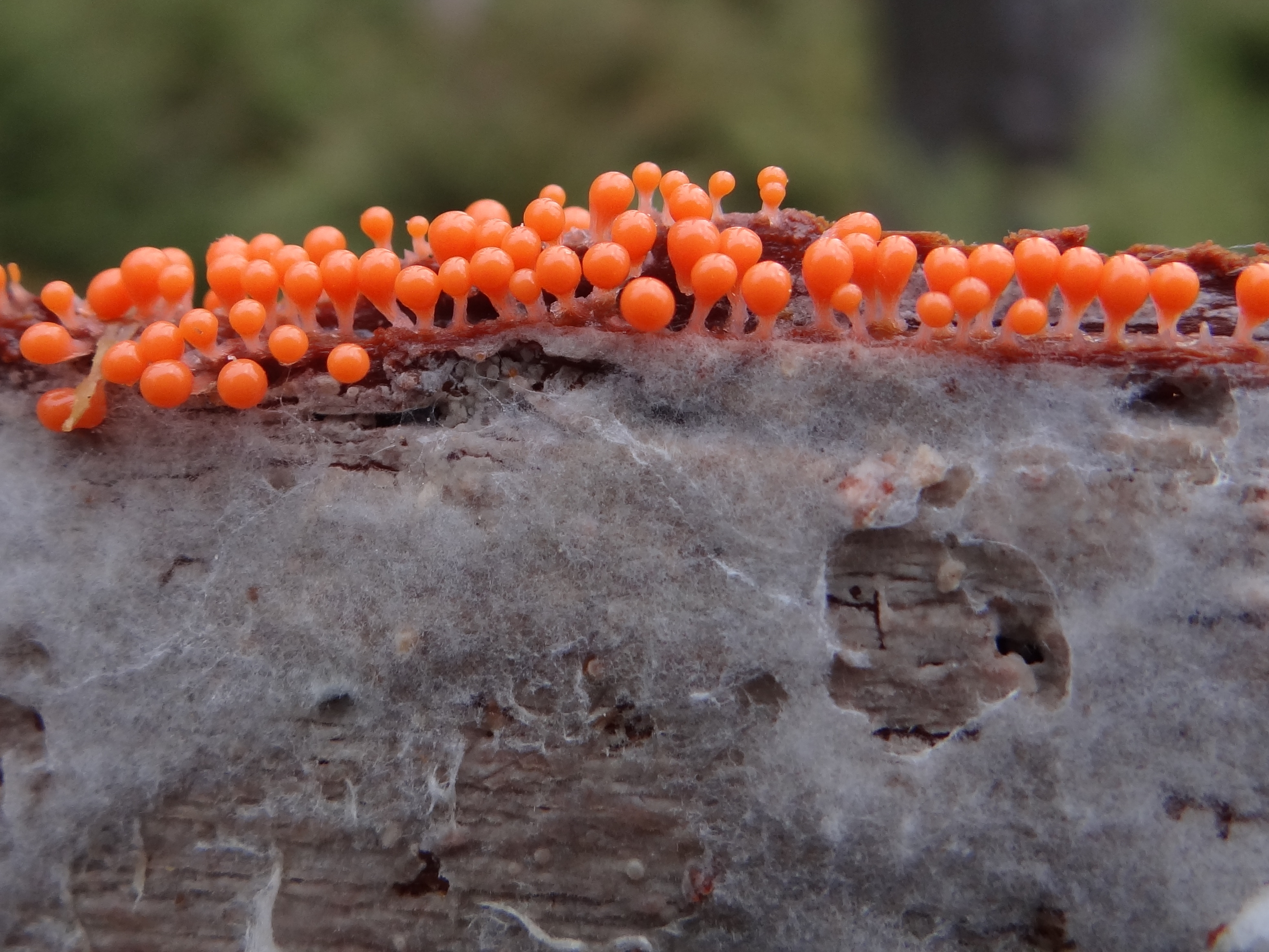
Plasmodium en sporangia op boomstam
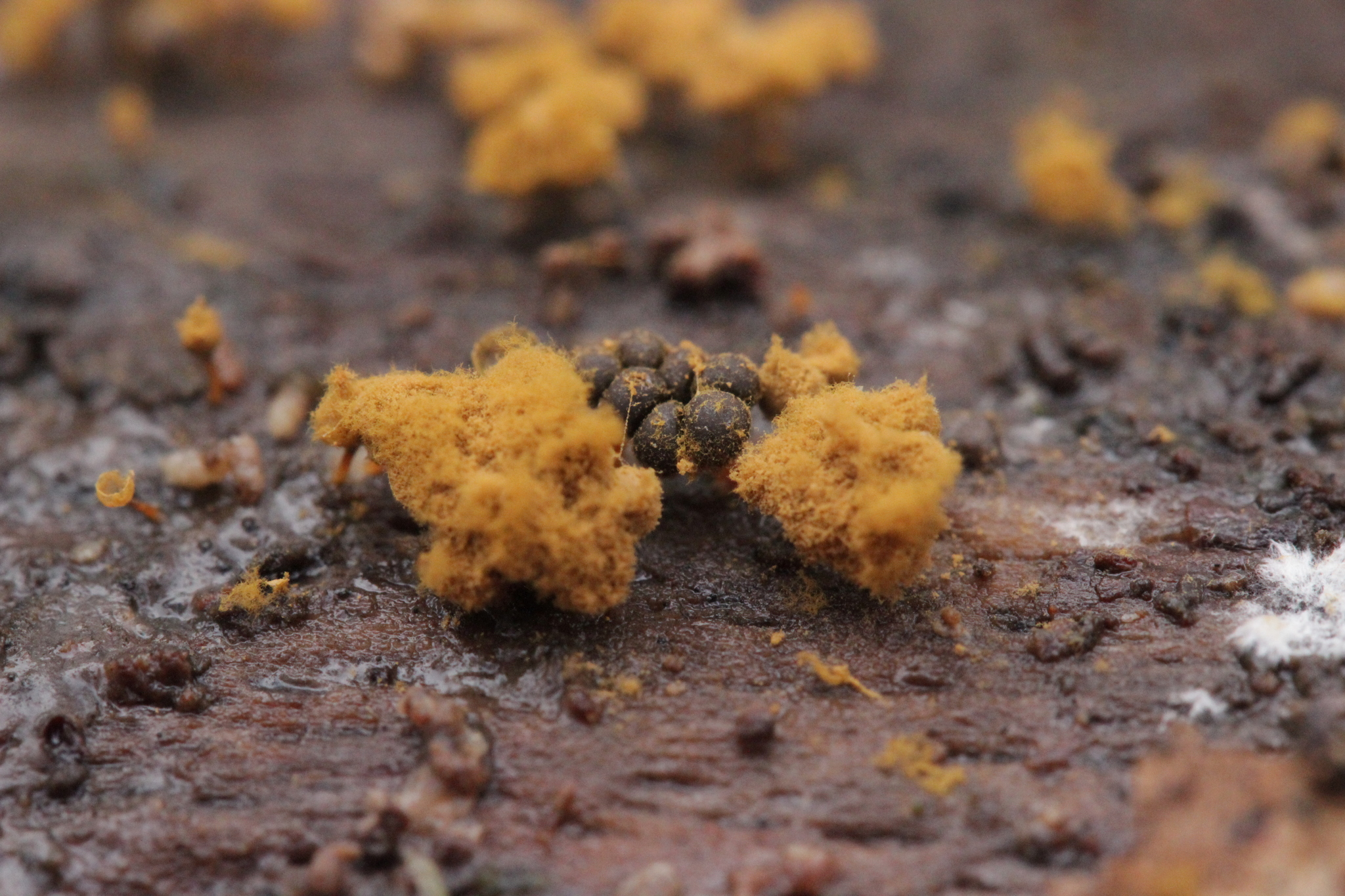
Rijpe sporangia
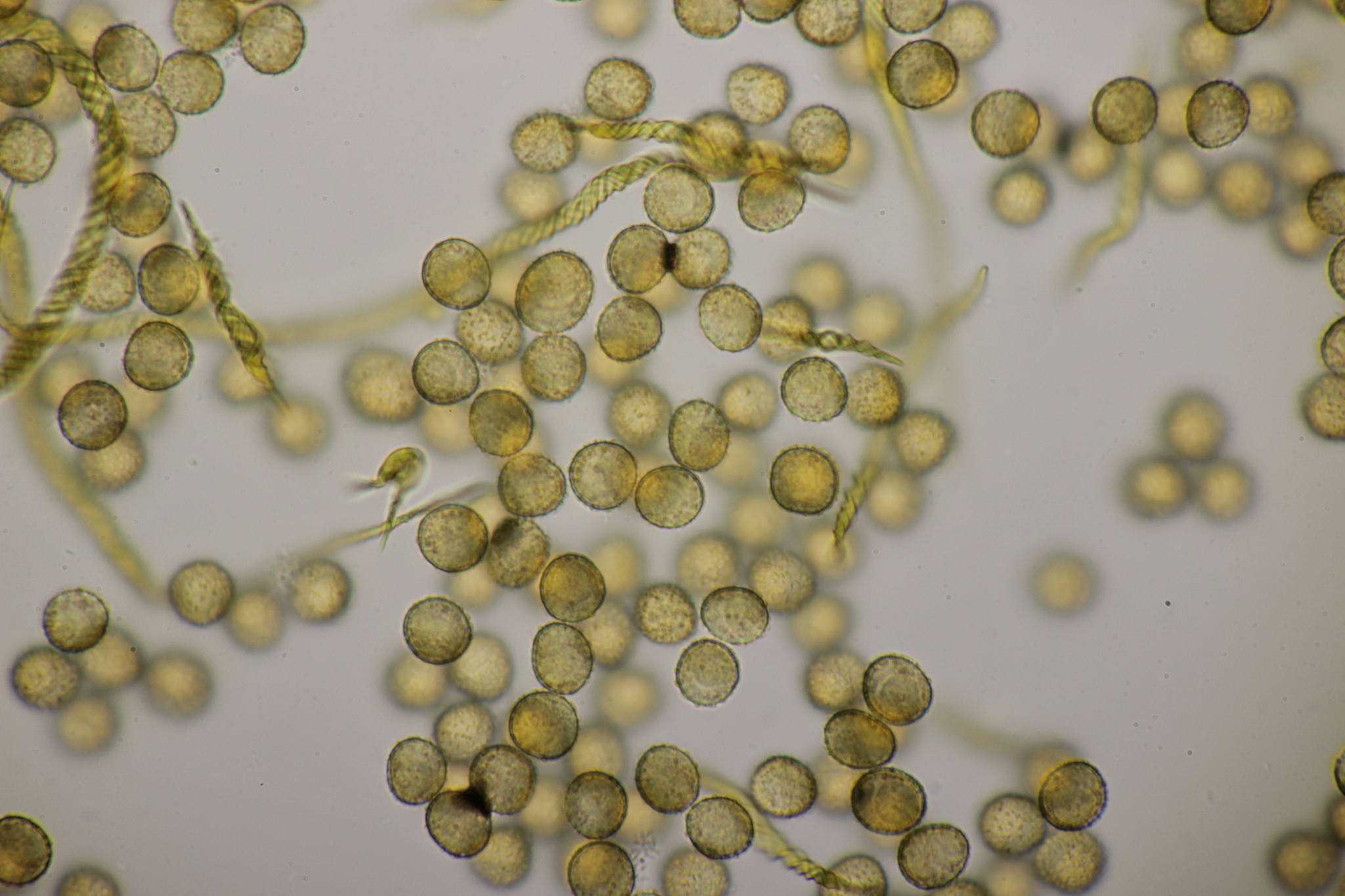
Sporen
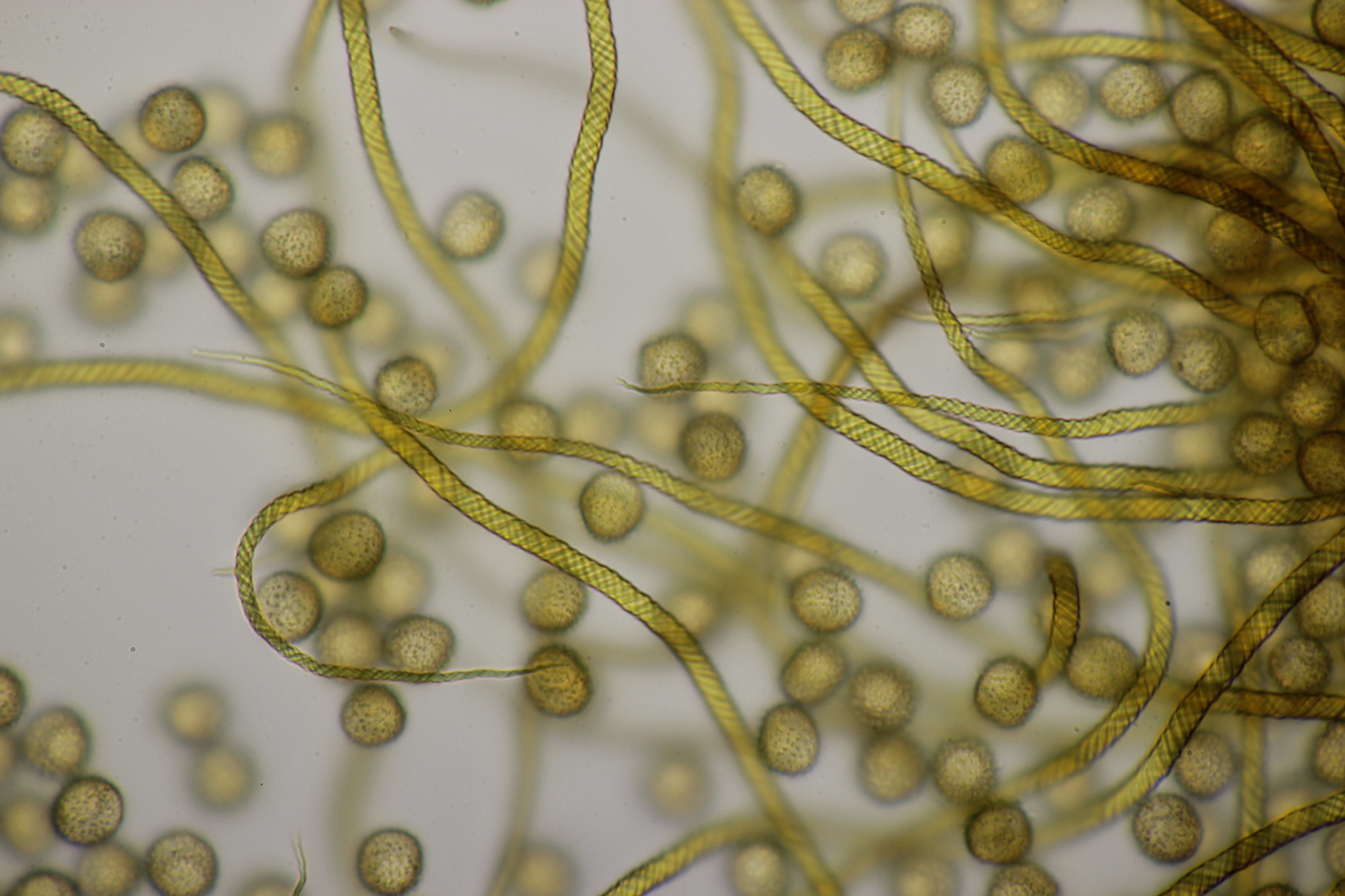
Elateren met zeer lange punten